# Liste der Städte in Vorpommern
| Name              | Landkreis 1910 | Regierungsbezirk 1910 | Landkreis (bis 1945) | Landkreis (bis 1994)   | Landkreis (1994–2011) | Landkreis (seit 2011)       | Stadt seit | Einw. 1910 | Einw. 2018 | Anmerkung                                                                                            |
| ----------------- | -------------- | --------------------- | -------------------- | ---------------------- | --------------------- | --------------------------- | ---------- | ---------- | ---------- | --- |
| Altentreptow      | Demmin         | Stettin               | Demmin               | Altentreptow (ab 1952) | Demmin                | Mecklenburgische Seenplatte | 1245       | 4.493      | 5.356      | bis 1939: Treptow a./Tollense                                                                        |
| Anklam            | Anklam         | Stettin               | Anklam               | Anklam                 | Ostvorpommern         | Vorpommern-Greifswald       | 1292       | 15.279     | 12.401     | Kreisstadt                                                                                           |
| Barth             | Franzburg      | Stralsund             | Franzburg-Barth      | Stralsund              | Nordvorpommern        | Vorpommern-Rügen            | 1255       | 7.505      | 8.660      | |
| Bergen auf Rügen  | Rügen          | Stralsund             | Rügen                | Rügen                  | Rügen                 | Vorpommern-Rügen            | 1613       | 4.156      | 13.500     | Kreisstadt                                                                                           |
| Demmin            | Demmin         | Stettin               | Demmin               | Demmin                 | Demmin                | Mecklenburgische Seenplatte | um 1249    | 12.378     | 10.743     | |
| Eggesin           | Ueckermünde    | Stettin               | -                    | Ueckermünde            | Uecker-Randow         | Vorpommern-Greifswald       | 1966       | 2.771      | 4.714      | |
| Franzburg         | Franzburg      | Stralsund             | Franzburg-Barth      | Stralsund              | Nordvorpommern        | Vorpommern-Rügen            | 1587       | 1.526      | 1.358      | |
| Gartz (Oder)      | Randow         | Stettin               | Randow               | Angermünde             | Uckermark             | Uckermark                   | 1249       | 3.750      | 2.550      | |
| Garz/Rügen        | Rügen          | Stralsund             | Rügen                | Rügen                  | Rügen                 | Vorpommern-Rügen            | 1319       | 2.193      | 2.567      | |
| Greifswald        | Greifswald     | Stralsund             | -                    | -                      | kreisfrei             | Vorpommern-Greifswald       | 1249       | 24.679     | 58.797     | kreisfrei seit 1912                                                                                  |
| Grimmen           | Grimmen        | Stralsund             | Grimmen              | Grimmen                | Nordvorpommern        | Vorpommern-Rügen            | vor 1287   | 4.037      | 9.668      | |
| Gützkow           | Greifswald     | Stralsund             | Greifswald           | Greifswald             | Ostvorpommern         | Vorpommern-Greifswald       | vor 1300   | 1.969      | 2.997      | |
| Jarmen            | Demmin         | Stettin               | Demmin               | Demmin                 | Demmin                | Vorpommern-Greifswald       | 1290       | 3.246      | 2.932      | |
| Lassan            | Greifswald     | Stralsund             | Anklam               | Anklam                 | Ostvorpommern         | Vorpommern-Greifswald       | 1291       | 2.110      | 1.538      | |
| Loitz             | Grimmen        | Stralsund             | Demmin               | Demmin (ab 1952)       | Demmin                | Vorpommern-Greifswald       | 1242       | 3.846      | 4.310      | |
| Pasewalk          | Randow         | Stettin               | Randow               | Pasewalk (ab 1950)     | Uecker-Randow         | Vorpommern-Greifswald       | 1276       | 10.196     | 10.202     | |
| Penkun            | Randow         | Stettin               | Randow               | Pasewalk (ab 1950)     | Uecker-Randow         | Vorpommern-Greifswald       | 1284       | 1.704      | 1.792      | |
| Putbus            | Rügen          | Stralsund             | Rügen                | Rügen                  | Rügen                 | Vorpommern-Rügen            | 1960       | 1.960      | 4.413      | |
| Ribnitz-Damgarten | Franzburg      | Stralsund             | Franzburg-Barth      | Ribnitz-Damgarten      | Nordvorpommern        | Vorpommern-Rügen            | 1258       | 1.646      | 15.199     | Die vorpommersche Stadt Damgarten und die mecklenburgische Stadt Ribnitz wurden 1950 zusammengelegt. |
| Richtenberg       | Franzburg      | Stralsund             | Franzburg-Barth      | Stralsund              | Nordvorpommern        | Vorpommern-Rügen            | 1297       | 1.696      | 1.296      | |
| Sassnitz          | Rügen          | Stralsund             | Rügen                | Rügen                  | Rügen                 | Vorpommern-Rügen            | 1957       | 2.841      | 9.381      | bis 1993 Saßnitz                                                                                     |
| Stralsund         | Stadtkreis     | Stralsund             | -                    | -                      | kreisfrei             | Vorpommern-Rügen            | 1234       | 33.988     | 59.422     | |
| Torgelow          | Ueckermünde    | Stettin               | -                    | Ueckermünde            | Uecker-Randow         | Vorpommern-Greifswald       | 1945       | 6.747      | 9.153      | |
| Tribsees          | Grimmen        | Stralsund             | -                    | Grimmen                | Nordvorpommern        | Vorpommern-Rügen            | 1267       | 3.394      | 2.632      | |
| Ueckermünde       | Ueckermünde    | Stettin               | -                    | Ueckermünde            | Uecker-Randow         | Vorpommern-Greifswald       | 1260       | 6.252      | 8.623      | |
| Usedom            | Usedom-Wollin  | Stettin               | Usedom               | Wolgast                | Ostvorpommern         | Vorpommern-Greifswald       | 1299       | 1.773      | 1.752      | |
| Wolgast           | Greifswald     | Stralsund             | -                    | Wolgast                | Ostvorpommern         | Vorpommern-Greifswald       | 1259       | 8.211      | 12.093     | |